# Michael Lohan
Michael Douglas Lohan, född 25 april 1960 i Syosset på Long Island i New York, är en amerikansk TV-personlighet (inom reality-TV). Han är far till skådespelerskorna och sångerskorna Lindsay och Ali Lohan.